# Operativna skupina za mentorstvo in povezavo
Operational Mentor and Liaison Team (bolj znano po kratici OMLT; tudi Operativna skupina za mentorstvo in povezavo) je Natov (ISAF) nadnacionalni program vojaškega šolstva, v katerem zahodni zavezniki zagotovijo enoto, katera usposablja pripadnike Afganistanske nacionalne armade (ANA). Vsaka OMLT (v moči od 11 do 30 pripadnikov) je dodeljena enoti Afganistanske nacionalne armade (po navadi bataljonu), katero praktično usposablja v obdobju najmanj šestih mesecev.
OMLT-je trenutno sestavljajo pripadniki iz naslednjih držav: Francija, Nemčija, Španija, Romunija, Združeno kraljestvo, Avstralija, Nizozemska, Belgija, Latvija, Portugalska, Kanada, Hrvaška, Italija, Švedska, Poljska, Finska, Madžarska, Bolgarija, Srbija, Norveška, Makedonija in Slovenija. Slovenija je sprva delovala v OMLT-jih Italije, od novembra 2010 pa sta SIKON ISAF 14 in 15 vodila svojo OMLT, v sodelovanju s pripadniki Nacionalne garde Kolorada.